# Rytigynia
Rytigynia là một chi thực vật có hoa trong họ Thiến thảo (Rubiaceae).

## Loài
Chi Rytigynia gồm các loài: